# Condado de Oconee (Geórgia)
O Condado de Oconee é um dos 159 condados do estado americano de Geórgia. A sede do condado é Watkinsville, e sua maior cidade é Watkinsville. O condado possui uma área de 482 km², uma população de 26,225 habitantes, e uma densidade populacional de 55 hab/km² (segundo o censo nacional de 2000). O condado foi fundado em 25 de fevereiro de 1875.